# Peter Kultzen
Peter Kultzen (* 20. August 1962 in Hamburg) ist ein deutscher literarischer Übersetzer.

## Leben
Peter Kultzen verbrachte seine Jugend in München. Er absolvierte ein Studium der Romanistik und Germanistik in München, Salamanca, Madrid und Berlin, das er 1991 an der Freien Universität Berlin mit dem Magistergrad abschloss. Anschließend war er als Lektor tätig und begann zu übersetzen. Daneben unterrichtet er Deutsch als Fremdsprache an der Volkshochschule Berlin Mitte. Seit 1985 lebt er mit seiner Familie in Berlin.
Peter Kultzen übersetzt literarische Werke aus dem Spanischen, Portugiesischen und Englischen. Er ist Mitglied im Verband deutschsprachiger Übersetzer literarischer und wissenschaftlicher Werke. 1994 und 2011 erhielt er den „Übersetzerpreis der Spanischen Botschaft in Deutschland“.

## Übersetzungen
- Héctor Abad: La Oculta, Berlin 2016
- Vicente Alfonso: Die Tränen von San Alfonso, Zürich 2017
- Luigi Amara: Die Perücke, Berlin 2017
- Roberto Bolaño: Der unerträgliche Gaucho, München 2006
- Mauricio Botero: Don Ottos Klassikkabinett, Zürich 2009
- Antônio Callado: Der Tote im See, Berlin 2013
- Rafael Cardoso: 16 Frauen, Frankfurt 2013
- Javier Cercas: Anatomie eines Augenblicks, Frankfurt 2011
- Javier Cercas: Outlaws, Frankfurt, M. 2014
- Javier Cercas: Der falsche Überlebende, Frankfurt 2017
- Rosa Chacel: In der Oase, München 1994
- María Sonia Cristoff: Patagonische Gespenster, Berlin 2010
- María Sonia Cristoff: Unbehaust, Berlin 2012
- María Sonia Cristoff: Unter Einfluss, Berlin 2013
- María Sonia Cristoff: Lasst mich da raus, Berlin 2015
- Sergio Del Molino, Leeres Spanien, Berlin 2022
- Álvaro Enrigue: Aufschlag Caravaggio, München 2015
- María José Ferrada: Kramp, Berlin 2021
- María Gainza: Lidschlag, Berlin 2019
- María Gainza: Schwarzlicht, Berlin 2023
- Sara Gallardo: Eisejuaz, Berlin 2017
- Eduardo Halfon: Der polnische Boxer, München 2014
- Cuentos hispanoamericanos: Perú, München 1996
- Federico Jeanmaire: Richtig hohe Absätze, Zürich 2018
- Martín Kohan: Sekundenlang, Frankfurt am Main 2007
- Martín Kohan: Sittenlehre, Berlin 2010
- Martín Kohan: Zweimal Juni, Frankfurt, M. 2009
- María Inés Krimer: Sangre kosher, Zürich 2014
- Sara Mesa: Quasi, Berlin 2020
- Sara Mesa: Eine Liebe, Berlin 2022
- Leonardo Padura: Wie Staub im Wind, Zürich 2022
- Claudia Piñeiro: Ganz die Deine, Zürich 2008
- Claudia Piñeiro: Elena weiß Bescheid, Zürich 2009
- Claudia Piñeiro: Die Donnerstagswitwen, Zürich 2010
- Claudia Piñeiro: Der Riss, Zürich 2011
- Claudia Piñeiro: Betibú, Zürich 2013
- Claudia Piñeiro: Ein Kommunist in Unterhosen, Zürich 2014
- Claudia Piñeiro: Der Privatsekretär, Zürich 2018
- Claudia Piñeiro: Wer nicht?, Zürich 2020
- Claudia Piñeiro: Kathedralen, Zürich 2023
- Paula Rodríguez: Dringliche Angelegenheiten, Zürich 2023
- Mercedes Rosende: Krokodilstränen, Zürich 2018[1]
- Mercedes Rosende: Falsche Ursula, Zürich 2020
- Mercedes Rosende: Der Ursula-Effekt, Zürich 2021
- Camilo Sánchez: Die Witwe der Brüder van Gogh, Zürich 2014
- Ramón Sender Barayón: Ein Tod in Zamora, München 2000
- Jordi Soler: Das Bärenfest: München 2011
- Óscar Urra: Harlekin sticht. Zürich 2012
- Óscar Urra: Poker mit Pandora. Zürich 2011
- Vicente Valero: Die Fremden. Berlin 2017
- Vicente Valero: Übergänge. Berlin 2019
- Vicente Valero: Schachnovellen, Berlin 2021
- Vicente Valero: Krankenbesuche, Berlin 2022
- César Vallejo: Reden wir Spanisch – man hört uns zu. Berlin 2018
- Domingo Villar: Wasserblaue Augen. Zürich 2009
- Diverse Autoren: Vanguardia y avanzada. Texte der 20er und 30er Jahre. München 1991

## Notizen
1. ↑  Preis für Autorin und Übersetzer, LiBeraturpreis 2019

| Personendaten    | Personendaten                      |
| ---------------- | ---------------------------------- |
| NAME             | Kultzen, Peter                     |
| KURZBESCHREIBUNG | deutscher literarischer Übersetzer |
| GEBURTSDATUM     | 20. August 1962                    |
| GEBURTSORT       | Hamburg                            |